# Réserve de biosphère des îles et mer d'Iroise
La réserve de biosphère des îles et mer d'Iroise est une réserve de biosphère située en mer d'Iroise, dans le Finistère en France. Elle est classée par l'UNESCO depuis 1988 dans le cadre du programme sur l'homme et la biosphère.

## Histoire
La réserve de biosphère a été reconnue par l'Unesco en 1988. Elle a été agrandie et renommée en 2012 en intégrant notamment l'île de Sein.

## Administration et organisation géographique
La réserve est gérée conjointement par le Parc naturel régional d’Armorique et le Parc naturel marin d’Iroise. Elle couvre près de 100 000 hectares et est d'une grande richesse en biodiversité.
La réserve de biosphère couvre le territoire de quatre communes, elle chevauche le  parc naturel marin d’Iroise, et comprend les espaces terrestres de l'archipel de Molène, l'île d'Ouessant et l'île de Sein. Ses îles font partie du parc naturel régional d'Armorique.
Le zonage est complexe : Les îles font partie de sa « zone de transition » l'île d'Ouessant est entourée par une petite « zone tampon », puis les îles (dont Ouessant) sont entourées par deux « zones centrales », une au nord et une au sud, ces « zones centrales » sont elles-mêmes entourées de « zones tampons », enfin les deux blocs nord et sud sont reliés par la « zone de transition ».

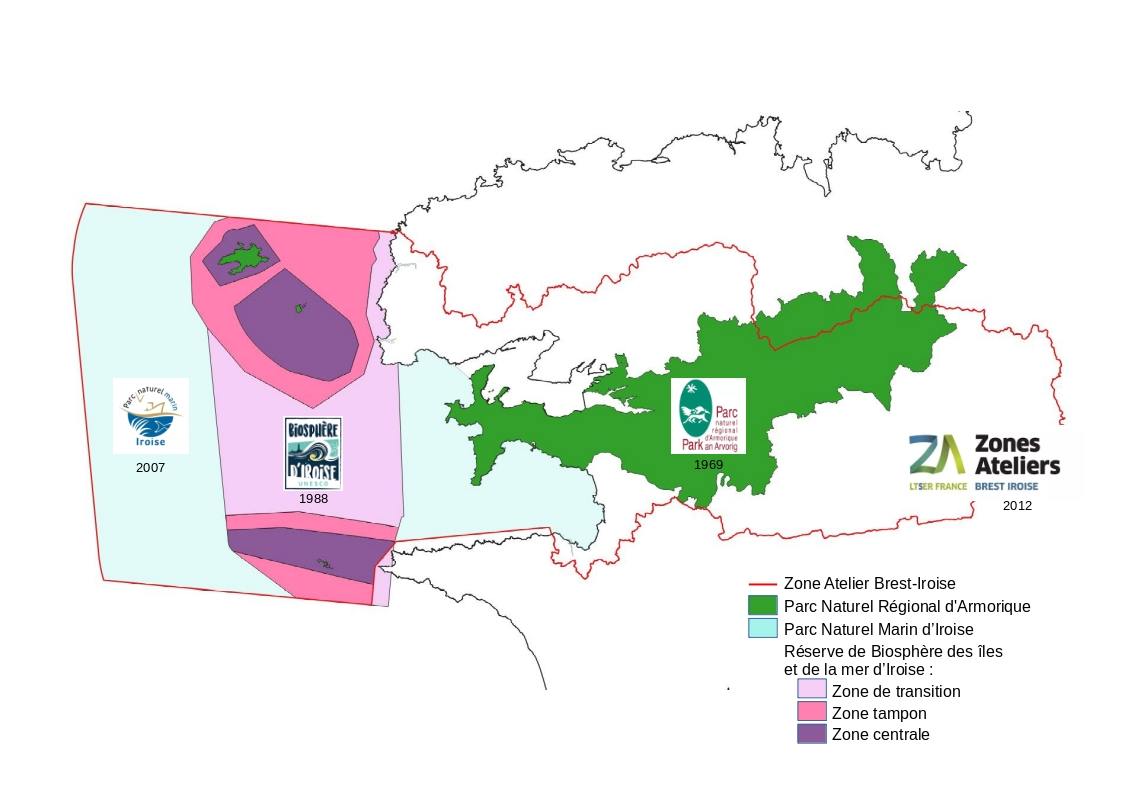
Carte de l'emprise de la Zone Atelier Brest-Iroise englobant la Réserve de Biosphère d'Iroise, le Parc Naturel Marin d'Iroise et le Parc Naturel Régional d'Armorique, avec leurs dates de création respectives.

La réserve est également incluse dans la Zone Atelier Brest-Iroise (ZABrI) qui comprend aussi l'essentiel du Parc Naturel Régional d'Armorique et le Parc Naturel Marin d’Iroise. La ZABrI fait partie du réseau des zones ateliers françaises qui sont des lieux de co-construction de questionnements entre les scientifiques et les acteurs du territoire en vue du transfert de résultats de la recherche vers les gestionnaires et la société.

## Habitats remarquables
La Réserve de biosphère abrite presque tous les habitats marins des côtes Manche-Atlantique françaises, des pelouses aérohalines et végétations annuelles des laisses de mer aux profondeurs de la chaussée de Sein. Elle inclut des habitats biogènes comme les forêts de laminaires, les bancs de maërl et les prairies de zostères, dans un état de conservation exceptionnel, rarement observé ailleurs en France.

### Champs d'algues de l'archipel de Molène
Toutes les ceintures d'algues du littoral atlantique sont présentes dans cette région, où les espèces de grande taille trouvent des conditions idéales : roche rugueuse, eau transparente et peu profonde, renouvelée par de forts courants (jusqu'à 7,9 nœuds). Six grands types d'algues y sont identifiés, avec une dominance des laminaires dans la zone de Molène, abritant l'un des plus grands champs d'algues d'Europe. Chaque année, des dizaines de milliers de tonnes d'algues, notamment des laminaires, sont récoltées pour les industries chimiques et alimentaires.

### Herbiers de zostères
Principalement composés de Zostera marina, ces herbiers sont des espèces ingénieures créant des prairies denses sur les secteurs sableux, abritant de nombreuses espèces animales et végétales. Considérés comme des hotspots de biodiversité marine, ils servent de sites de ponte et de nurseries pour diverses espèces, dont plusieurs d'intérêt halieutique. Les herbiers de la mer d'Iroise sont nombreux, en bonne santé, avec des feuilles exceptionnellement longues, et soutiennent une forte biodiversité. Les fonds marins de l'Iroise offrent des conditions idéales pour leur développement, avec des zones sédimentaires protégées et des eaux claires.

### Bancs de maërl
Formés par les thalles calcaires d'algues rouges corallinacées vivant sur les fonds meubles infralittoraux, les bancs de maërl se constituent par l'accumulation de ces thalles sous l'effet des houles et des courants. En France, les principales espèces formant ces bancs sont Lithothamnium corallioides et Phymatholithon calcareum. Ces bancs abritent une biodiversité exceptionnelle, servant de nurserie et de nourricerie pour de nombreuses espèces halieutiques. En Bretagne, plus de 2 000 espèces d'invertébrés y ont été recensées, faisant du maërl l'habitat sédimentaire le plus riche de la zone côtière. Cependant, les activités humaines peuvent dégrader cet habitat fragile. Depuis 2011, les bancs de maërl de la réserve sont protégés de ces menaces, l'extraction et la pêche à la drague y ayant cessé.

### Habitats intertidaux
Les écosystèmes marins et littoraux possèdent une grande valeur écologique, économique, sociale et culturelle. En 2011, ces habitats étaient globalement en bon état de conservation, bien que certains nécessitent un suivi approfondi. L'archipel de Molène présente une belle diversité, avec des habitats patrimoniaux rares et écologiquement importants, comme les substrats rocheux du médiolittoral et de l'infralittoral supérieur.

### Végétation terrestre

#### Îles et îlots de l'archipel de Molène[9]
L'archipel de Molène, avec ses îles et îlots, abrite une végétation diversifiée soumise à de fortes conditions maritimes. Les communautés végétales varient selon l'exposition au vent et aux embruns, ainsi que les types de substrats. Les îles possèdent des systèmes lagunaires (appelés localement loc'h) favorables aux herbiers saumâtres et aux salicornes. Les zones sableuses accueillent des végétations annuelles, tandis que les cordons de galets sont colonisés par des espèces adaptées comme le chou marin (Crambe maritima) et la criste marine (Crithmum maritimum). Une des espèces les plus remarquables des hauts de grèves est l’oseille des rochers (Rumex rupestris), protégée au niveau européen et national ; elle est inféodée au bas de falaises, aux contacts des galets de haut de grève, sur des suintements phréatiques permanents.
Les falaises littorales abritent des plantes chasmo-halophytiques dans leurs fissures, et les sols superficiels autour des rochers favorisent des pelouses pionnières. Les plateaux et sommets des falaises présentent des pelouses halo-anémogènes. Localement, les activités agricoles passées ont modelé les paysages, laissant des friches post-culturales et des végétations rudérales.
Les colonies d'oiseaux influencent également la végétation, avec des espèces comme la mauve royale (Lavatera arborea) et l'arroche littorale (Atriplex littoralis). Les végétations arbustives sont rares, mais Molène abrite des landes maritimes. L'état de conservation des habitats naturels est satisfaisant, notamment pour ceux contraints par le vent et les embruns.

#### Île de Sein[10]
L'île de Sein, d'une superficie de 58 hectares, présente un relief peu marqué avec un point culminant à 10 mètres. Les paysages sont dominés par des côtes basses, des cordons de galets, et quelques enclaves sableuses. La proximité de la mer et la nature du substrat influencent la répartition des végétations.
Les milieux dunaires et placages sableux abritent des végétations annuelles nitro-halophiles, comme la betterave maritime et l'arroche des sables, tandis que les dunes embryonnaires sont dominées par le chiendent des sables. Les pelouses rasées par les lapins, structurées par la laîche des sables, évoluent vers des fourrés d'ajoncs en l'absence de pression d'abroutissement.
Les côtes rocheuses basses accueillent des associations végétales dans leurs fissures, telles que la spergulaire des rochers et la criste marine. Les cuvettes rocheuses retiennent l'eau de mer et sont colonisées par des pelouses subhalophiles dominées par le jonc de Gérard. Les pelouses aérohalines sont caractérisées par la fétuque pruineuse et l'armérie maritime.
Les cordons de galets, bien que monotones en apparence, abritent une végétation diversifiée, avec des associations de laisses de mer comme l'arroche prostrée et la betterave maritime. Les végétations vivaces incluent le chou marin et la silène maritime, tandis que des végétations hyperhalophiles, comme la salicorne, se développent localement.
Une broussaille préforestière avec lierre, iris fétide, et fougère aigle se développe dans des secteurs abrités. Une ormaie nanifiée, unique formation boisée de l'île, se trouve à l'est de la chapelle Saint-Corentin.

#### Île d'Ouessant[11]
L'île d'Ouessant possède une flore vasculaire riche, étudiée depuis la fin du XIXe siècle. Les premières listes de taxons ont été complétées au fil des décennies, avec un atlas récent recensant 515 taxons. La végétation terrestre, cartographiée depuis plusieurs décennies, révèle une diversité de milieux influencée par les conditions maritimes et les substrats variés.
Les prairies mésophiles, souvent des friches post-culturales, sont dominées par des graminées comme la fétuque rouge et la houlque laineuse. Les prairies méso-hygrophiles, autrefois répandues, persistent dans quelques zones de la côte nord, souvent envahies par le roseau. Les bas-marais tourbeux abritent des molinies et des touradons, avec des populations notables de linaigrette à feuilles étroites.
Les végétations amphibies oligotrophes, notamment dans les marais du Créac'h et du Kun, présentent une grande diversité phytosociologique. Les mares oligotrophes accueillent des végétations denses et rasantes, dominées par le scirpe flottant et l'écuelle d'eau. Les sources et cours d'eau à faible débit sont colonisés par l'âche faux-cresson et le cresson de fontaine.
Les mégaphorbiaies et roselières se développent dans les fonds de vallées et les marais, avec des espèces comme l'œnanthe safranée et le phragmite. Les ptéridaies et broussailles, souvent secondaires, sont dominées par la fougère aigle et la ronce. Les formations boisées, rares, sont représentées par des saulaies hygrophiles.
Les cordons de galets et les hauts de plages sableux abritent des végétations annuelles halo-nitrophiles, comme l'arroche hastée et la bette maritime. Les falaises maritimes accueillent des végétations chasmo-halophytiques et des pelouses aérohalines, avec des espèces adaptées aux embruns et aux sols peu profonds.
Les landes littorales, dominées par l'ajonc de Le Gall et la bruyère cendrée, se développent sur les falaises et les promontoires rocheux. Les végétations halophiles et nitrophiles des colonies d'oiseaux marins, influencées par l'accumulation de fiente, sont caractérisées par la mauve royale et l'arroche prostrée.

## Espèces emblématiques ou patrimoniales

### Espèces marines
Le bar européen (Dicentrarchus labrax) est une espèce de grande valeur culturelle et économique, prisée par les pêcheurs commerciaux et récréatifs. Sa distribution s'étend dans l'océan Atlantique nord-est, du Maroc à l'Écosse et à la Norvège, ainsi que dans la mer Noire et la mer Méditerranée. La présence d'une aire marine protégée telle que la réserve au sein de son aire de distribution est potentiellement importante pour la sauvegarde de l'espèce, cependant, le rôle fonctionnel de la réserve pour les espèces d'importance locale reste à établir.
Le grand dauphin (Tursiops truncatus) est un cétacé odontocète largement répandu, présent dans presque toutes les eaux marines du globe, à l'exception des zones polaires. Deux écotypes, côtier et pélagique, fréquentent les eaux de la mer d'Iroise, qui abrite deux groupes distincts de grands dauphins côtiers : l'un à l'archipel de Molène et l'autre à la chaussée de Sein. En 2020, le groupe de Molène comptait environ 139 individus, tandis que celui de Sein en comptait 37. Ces groupes, avec celui du Golfe normand-breton, sont les seuls inventoriés en France métropolitaine, soulignant l'importance de la mer d'Iroise pour cette espèce.
Les groupes résidents de grands dauphins (Tursiops truncatus) de l'archipel de Molène et de la chaussée de Sein sont bien étudiés, contrairement à d'autres petits cétacés comme le dauphin commun (Delphinus delphis), qui a une aire de répartition plus vaste. Depuis la fin des années 1990, le marsouin commun (Phocoena phocoena) est revenu dans les eaux bretonnes. En été, le marsouin commun et le dauphin commun cohabitent, avec une présence plus marquée du marsouin dans la partie centrale de la zone d'étude, tandis que le dauphin commun préfère la partie sud. En hiver, le dauphin commun domine et fréquente à la fois les parties sud et nord de la zone.
Le phoque gris (Halichoerus grypus) est un phocidé présent uniquement dans l'Atlantique Nord et la mer Baltique. La mer d'Iroise abrite l'une des rares colonies de phoques gris en France métropolitaine, représentant la limite sud de leur aire de répartition en Atlantique Nord-Est. Les phoques gris de Bretagne font partie des trois populations mondiales, avec celles de l'Atlantique Nord-Ouest et de la mer Baltique. En France, plusieurs centaines d'individus sont observés, bien moins que les 149 700 phoques gris recensés en Grande-Bretagne, principalement en Écosse. En 2020, plus de 65% des effectifs nationaux ont été recensés dans la Réserve de biosphère, soulignant son importance pour la sauvegarde de l'espèce. Les effectifs sont plus élevés en été, période où les phoques gris viennent reconstituer leurs réserves en Iroise. Cette croissance, bien que ralentie, dépend de celle observée dans les îles britanniques.

### Oiseaux
Le déclin des populations de crave à bec rouge (Pyrrhocorax pyrrhocorax) sur l'île d'Ouessant est souvent attribué aux changements des pratiques agricoles, bien que les processus démographiques affectés restent mal compris. Les études sont compliquées par la durée relativement longue de ces changements. Quatre facteurs clés influencent la dynamique démographique de l'espèce : la préservation des sites de reproduction, la végétation des zones d'alimentation, la disponibilité des proies, et la tranquillité par rapport aux perturbations touristiques.
L'océanite tempête (Hydrobates pelagicus) est le plus petit et le plus léger des oiseaux marins d'Europe, avec une envergure inférieure à 40 cm et un poids d'environ 26 g. Cette espèce pélagique vit en haute mer et ne vient à terre que pour se reproduire. L'archipel de Molène, notamment les îlots de la Réserve naturelle nationale d'Iroise, abrite les plus importantes colonies bretonnes et françaises d'océanite tempête, avec 800 à 900 couples nicheurs, représentant environ 80% et 75% des effectifs en 2019.
Les îlots de l'archipel de Molène abritent une part significative de la population française nicheuse de grand gravelot (Charadrius hiaticula), espèce vulnérable et inscrite sur la liste des nicheurs rares et menacés en France, ainsi que d'huîtrier-pie (Haematopus ostralegus), vulnérable en Bretagne et sur la liste rouge régionale. En 2020, les effectifs de grand gravelot représentent environ 50% et 25% des populations bretonnes et nationales, respectivement. Avec l'île de Sein, l'archipel de Molène est un bastion national pour cette espèce, rendant sa conservation cruciale. L'archipel abrite également environ 15% des effectifs nicheurs français d'huîtrier-pie.

### Mammifères terrestres
Les îles et îlots de la Réserve de biosphère des îles et de la mer d'Iroise abritent de petites populations de mammifères terrestres. Dans les années 1990, des questions ont émergé concernant les espèces présentes, leur statut d'autochtonie, leur éventuelle introduction et leurs interactions. La pipistrelle commune, autochtone en Bretagne, se reproduit sur l'île d'Ouessant et probablement sur les îles de Molène et de Sein. D'autres espèces, comme la musaraigne des jardins et la musaraigne musette, ont un statut incertain. Le campagnol roussâtre et le mulot sylvestre, bien que naturalisés ou introduits, sont autochtones en Bretagne continentale, tout comme la souris domestique, le rat noir et le rat surmulot. Le lapin de garenne, classé « quasi menacé », est présent sur toutes les grandes îles sauf Bannec. Le hérisson d'Europe, introduit sur Ouessant en 1992, est bien établi. Le putois d'Europe est autochtone, et le furet, sa forme domestique, a été détecté sur l'île de Quéménès après des évasions lors de chasses au lapin dans les années 1990 au cours desquelles le furet était utilisé comme auxiliaire de chasse.

## Modélisation Multi-Agents pour la Gestion Environnementale à Ouessant
Le site de la réserve a été le théâtre à Ouessant d'une démarche innovante de modélisation multi-agents, visant à créer un prototype informatique pour simuler l'impact des activités humaines sur les ressources naturelles et identifier les conflits d'usages potentiels entre production et conservation. Ce modèle, développé par une équipe pluridisciplinaire de l'IUEM de l'Université de Brest, intègre les interactions entre dynamiques sociales et naturelles pour évaluer divers scénarios de gestion environnementale. Un jeu de rôles a ensuite été conçu pour faciliter le transfert de connaissances, impliquant résidents et gestionnaires dans des séances de simulation.

## Pour en savoir plus